# Capparis palmeri
Capparis palmeri là một loài thực vật có hoa trong họ Capparaceae. Loài này được Rose mô tả khoa học đầu tiên năm 1895.